# Dan Tepfer
Dan Tepfer (ur. 8 stycznia 1982 w Paryżu) – francusko-amerykański pianista jazzowy, kompozytor i pedagog. Najbardziej znany ze swojego albumu Goldberg Variations / Variations (2011).

## Życiorys
Tepfer urodził się i dorastał w Paryżu, w amerykańskiej rodzinie związanej z muzyką. Jego matka była śpiewaczką operową, a dziadek ze strony matki (Chuck Ruff) – pianistą jazzowym.
Naukę gry na fortepianie rozpoczął w wieku 6 lat, a następnie uczył się w paryskim konserwatorium miejskim im. Paula Dukasa. Uzyskał tytuł licencjata (B.A.) z astrofizyki na Uniwersytecie Edynburskim oraz magisterium (M.A.) w klasie fortepianu jazzowego u Danilo Péreza w New England Conservatory of Music w Bostonie. Obecnie mieszka na Brooklynie w Nowym Jorku.
Koncertuje na całym świecie, często występując w Europie jako solista, w duecie i w trio. Od 2007 regularnie współpracuje z saksofonistą Lee Konitzem. Od 2009 nagrał w wytwórni Sunnyside Records serię płyt bardzo dobrze przyjętych przez krytykę.
Prowadził wykłady i kursy mistrzowskie w Królewskiej Akademii Muzycznej w Londynie, w Seoul Institute of the Arts, w  Narodowym Instytucie Fryderyka Chopina w Warszawie i wielu innych.

## Nagrody i wyróżnienia
- 2006: Główna Nagroda i Nagroda Publiczności, Festival de Jazz de Montreux Solo Piano Competition
- 2007: First Prize, Cole Porter Fellowship, American Pianists Association Jazz Piano Competition
- 2011: CHOC „Jazz Magazine” (Francja) za album Goldberg Variations / Variations
- 2011–2013: Rising Star Pianist, „Down Beat Magazine”
- 2012–2013: Rising Star Pianist, „JazzTimes”
- 2014: Charles Ives Fellowship, Amerykańska Akademia Sztuki i Literatury

## Muzyka filmowa
- 2014 Movement and Location, amerykański film fabularny

## Dyskografia
- 2005: Before the Storm, z Richiem Barshayem i Jorge Roederem (DIZ)
- 2007: Oxygen, z Richiem Barshayem i Jorge Roederem (DIZ)
- 2009: Twelve Free Improvisations in Twelve Keys (DIZ)
- 2009: Duos with Lee, z Lee Konitzem (Sunnyside)
- 2010: Five Pedals Deep, z Thomasem Morganem i Tedem Poorem (Sunnyside)
- 2011: Goldberg Variations / Variations (Sunnyside)
- 2011: Sixty-Eight (album), z Billy Hartem (SteepleChase)
- 2013: Small Constructions, z Benem Wendelem (Sunnyside)
- 2017: Eleven Cages, z Thomasem Morganem i Nateem Woodem (Sunnyside)